# Gouvernement Wongsawat
Thaïlande
Samak Sunthorawet Aphisit Wetchachiwa
Le gouvernement Somchai Wongsawat (en thaï : คณะรัฐมนตรีสมชาย ; RTGS : Khana Ratmontri Somchai) est le 58e gouvernement thaïlandais (thaï : คณะรัฐมนตรีคณะที่ 58 แห่งราชอาณาจักรไทย ; RTGS : Khana Ratmontri Khana Thi 58 Haeng Ratanachakra Thai) entre le 24 septembre et le 19 décembre 2008.

## Composition
Le 18 septembre 2008, Somchai Wongsawat est nommé et investi Premier ministre par le roi. Son gouvernement est annoncé le 24 septembre.

### Premier ministre
- Premier ministre : Somchai Wongsawat

### Vice-Premiers ministres

#### Avec portefeuille
- Vice-Premier ministre, ministre des Affaires étrangères : Sompong Amornwiwat

#### Sans portefeuille
- Vice-Premier ministre : Chawalit Yongchaiyut
- Vice-Premier ministre : Chavarat Charnvirakul
- Vice-Premier ministre : Ohlan Chaiprawat
- Vice-Premier ministre : Sanan Kachornprasart

### Ministres
- Ministre auprès du Cabinet du Premier ministre : Sukhumpong Ngonkham
- Ministre auprès du Cabinet du Premier ministre : Suphon Fongngam
- Ministre de la Défense : Somchai Wongsawat
- Ministre des Finances : Suchart Thadathamrongwetch
- Ministre du Tourisme et des Sports : Weerasak Kowsurat
- Ministre du Développement social et de la Sécurité humaine : Udomdej Rattanasathien
- Ministre de l'Agriculture et des Coopératives : Somsak Prissanananthakul
- Ministre des Transports : Santi Prompat
- Ministre des Ressources naturelles et de l'Environnement : Anongwan Thepsuthin
- Ministre des Technologies, de l'Information et de la Communication : Mun Phathanothai
- Ministre de l'Énergie : Wannarat Channukul
- Ministre du Commerce : Chaiya Sasomsap
- Ministre de l'Intérieur : Kowit Watthana
- Ministre de la Justice : Somsak Kiatsuranon
- Ministre du Travail : Uraiwan Thienthong
- Ministre de la Culture : Worawat Euapinyakul
- Ministre des Sciences et de la Technologie : Wuthipong Chaisang
- Ministre de l'Éducation : Srimueang Charoensiri
- Ministre de la Santé publique : Chalerm Yoobumrung
- Ministre de l'Industrie : Pracha Phromnok

#### Vice-ministres
| Ministère                   | Titulaires               |
| --------------------------- | ------------------------ |
| Finances                    | Pradit Phatthaprasit     |
| Finances                    | Ranongrak Suwanchawee    |
| Agriculture et Coopératives | Sompat Kaewpichit        |
| Agriculture et Coopératives | Thirachai Saenkaew       |
| Transports                  | Sophon Saram             |
| Transports                  | Worawut Silpa-archa      |
| Commerce                    | Preecha Rengsomboonsuk   |
| Commerce                    | Prasong Kositanon        |
| Commerce                    | Songkhram Kitlertphairot |
| Commerce                    | Bunyin Tangpakorn        |
| Santé publique              | Wichan Minchainun        |

## Modifications

### Démission du 7 octobre 2008
Le 7 octobre 2008, Chawalit Yongchaiyut démissionne de son poste de vice-Premier ministre pour se donner responsable à l'incident sanglant du même jour survenu devant le Parlement.

### Remaniement du 2 décembre 2008
Ce remaniement intervient à la suite de la décision de la Cour constitutionnelle concernant la dissolution des partis Palang Prachachon, Chart Thai, et du Matchima Thippathai. Cela entraîne l'interdiction de ces partis politiques ainsi que l'inéligibilité en politique pendant 5 ans de leurs membres et de leurs dirigeants. Plusieurs membres du gouvernement sont concernés.
Démission :
- Somchai Wongsawat, Premier ministre ;
- Sompong Amornwiwat, vice-Premier ministre et ministre des Affaires étrangères ;
- Sukhumpong Ngonkham, ministre auprès du Cabinet du Premier ministre ;
- Weerasak Kowsurat, ministre du Tourisme et des Sports ;
- Sompat Kaewpichit et Thirachai Saenkaew, vice-ministres de l'Agriculture et des Coopératives ;
- Worawut Silpa-archa, vice-ministre des Transports ;
- Anongwan Thepsuthin, ministre des Ressources naturelles et de l'Environnement ;
- Chaiya Sasomsap, ministre du Commerce ;
- Songkhram Kitlertphairot et Bunyin Tangpakorn, vice-ministres du Commerce ;
- Srimueang Charoensiri, ministre de l'Éducation.

Changement d'affectation :
- Sanan Kachornprasart, vice-Premier ministre, devient vice-ministre du Tourisme et des Sports ainsi que vice-ministre de l'Agriculture et des Coopératives ;
- Sophon Saram, vice-ministre des Transports, devient ministre des Transports ;
- Pracha Phromnok, ministre de l'Industrie, devient ministre des Ressources naturelles et de l'Environnement.

Ajout d'affectation :
- Ohlan Chaiprawat, vice-Premier ministre, se voit rajouter le portefeuille de vice-ministre du Commerce ;
- Worawat Euapinyakul, ministre de la Culture, se voit rajouter le portefeuille de ministre de l'Éducation.

Entrée au gouvernement :
- Chawarat Charnvirakul, Premier ministre (par intérim, en remplacement de Somchai Wongsawat).

## Fin du gouvernement
Le gouvernement est démis de ses fonctions à la suite de la décision de la Cour constitutionnelle d'interdire les partis politiques, de inéligibilité de leurs membres et dirigeants, ainsi que de la dissolution des partis. Les manifestations des « chemises jaunes » ont eu aussi un impact au gouvernement, étant donné que le Premier ministre n'a pas effectué une déclaration de politique générale à la Chambre des représentants.